# Friedrich Karl Kienitz
Friedrich Karl Kienitz (* 9. März 1925 in Hannover; † 13. Dezember 2012 in Appen) war ein deutscher Sachbuch-Autor, Altertumswissenschaftler sowie Motorsportler- und Journalist.
Friedrich Karl Kienitz studierte Ägyptologie und Alte Geschichte. Mit der Arbeit Die politische Geschichte Ägyptens vom 7. bis zum 4. Jahrhundert vor Christi Geburt wurde er im Dezember 1949 an der Universität Hamburg promoviert. 1953/54 war Kienitz Inhaber des Reisestipendiums des Deutschen Archäologischen Instituts und konnte damit den Mittelmeerraum bereisen. Seit 1960 lebte er als freischaffender Autor und Privatgelehrter in Schleswig-Holstein. Er veröffentlichte vornehmlich populärwissenschaftliche Arbeiten zu den frühen Kulturen und den modernen Staaten, insbesondere der Kultur- und Wirtschaftsgeschichte der Mittelmeerkulturen und -staaten sowie Vorderasiens.
Von 1949 an war Kienitz bis zu seinem Tod im Hamburger Motorsport Club engagiert. Von 1951 bis 2007 bekleidete er die Funktion des Pressewarts des Vereins, in Assen, Hamburg-Farmsen, Scheeßel und anderen Orten war er als Kommentator vor Ort. Selbst aktiv war er als Motorradsportler. Auf einer NSU Fox und auf Karts konnte er Siege in Deutschland und Dänemark erreichen.

## Schriften (Auswahl)
- Die politische Geschichte Ägyptens vom 7. bis zum 4. Jahrhundert vor der Zeitwende. Akademie-Verlag, Berlin 1953 (Digitalisat)
- Türkei. Anschluss an die moderne Wirtschaft unter Kemal Atatürk. Weltarchiv, Hamburg 1959 (= Schriften des Hamburgischen Welt-Wirtschafts-Archivs. Nr. 10).
- Die neue Republik Cypern. Tatsachen und Probleme. Weltarchiv, Hamburg 1960 (= Schriften des Hamburgischen Welt-Wirtschafts-Archivs. Reihe B).
- Existenzfragen des griechischen Bauerntums. Agrarverfassung, Kreditversorgung und Genossenschaftswesen. Entwicklung und Gegenwartsprobleme. Duncker & Humblot, Berlin 1960.
- 5000 Jahre Orient. Ein Gang durch Geschichte und Kultur des Nahen Ostens von den Pharaonen bis zur Gegenwart. Callwey, München 1962.
- Städte unter dem Halbmond. Geschichte und Kultur der Städte in Anatolien und auf der Balkanhalbinsel im Zeitalter der Sultane (1071–1922). Beck, München 1972, ISBN 3-406-02521-8.
- Das Mittelmeer. Schauplatz der Weltgeschichte von den frühen Hochkulturen bis ins 20. Jahrhundert. Beck, München 1976, ISBN 3-406-06455-8 (= Beck'sche Sonderausgaben).
- Völker im Schatten. Die Gegenspieler der Griechen und Römer von 1200 v. Chr. – 200 v. Chr. Beck, München 1981, ISBN 3-406-08258-0 (= Beck'sche Sonderausgaben).
  - tschechische Ausgabe: Národy ve stínu. Soupeři Řeků a Římanů v letech 1200 – 200 př. n. l. Odeon, Prag 1991, ISBN 80-207-0316-0 (= Klub Čtenárů. Sv. 641).
  - spanische Ausgabe: Pueblos en la sombra. Los rivales de griegos y romanos. Gredos, Madrid 1991, ISBN 84-249-1455-4.